# Filippo Melchiorre
Filippo Melchiorre (Bari, 7 maggio 1966) è un politico italiano.

## Biografia
Nel 1990 si laurea in economia e commercio presso l'Università degli Studi di Bari con 110 e lode, dal 1992 è abilitato alla professione di dottore commercialista, oltre ad essere iscritto dal 1999 al Registro dei Revisori Legali.
Sposato e con un figlio di nome Arnaldo, dal 1991 lavora come funzionario pubblico presso la ASL di Bari.

## Attività politica
Inizia la propria attività politica all’Università degli studi di Bari nella Facoltà di Economia e Commercio dove viene eletto nel 1988 rappresentante del consiglio di corso di laurea.
Nel 1995 aderisce ad Alleanza Nazionale (AN) di Gianfranco Fini, di cui diviene stato segretario cittadino di Bari e ricoprendo l'incarico fino al 1999.
Alle elezioni amministrative del 1995 si candida al consiglio comunale di Bari, tra le liste di AN a sostegno del candidato sindaco del Polo per le Libertà Simeone Di Cagno Abbrescia, venendo eletto consigliere comunale e riconfermato nella tornata elettorale del 1999, anno in cui viene nominato assessore ai diritti civili e sociale con delega alle politiche del lavoro nella giunta comunale guidata da Di Cagno Abbrescia. Viene rieletto anche nella tornata elettorale del 2004.
Nel 2009 segue la confluenza di Alleanza Nazionale nel Popolo della Libertà (PdL), venendo alle elezioni amministrative del 2009 riconfermato consigliere comunale tra le sue liste con 1.581 preferenze.
A dicembre 2012 partecipa alla scissione del PdL che porta alla nascita di Fratelli d'Italia (FdI), di cui diviene coordinatore provinciale di Bari e alle elezioni politiche del 2013 è candidato al Senato della Repubblica per FdI nella circoscrizione Puglia, ma non è eletto.
Alle elezioni amministrative del 2014 viene ancora una volta eletto consigliere comunale di Bari per FdI con 1.064 preferenze.
Alle elezioni politiche del 2018 viene ricandidato al Senato sia nel collegio uninominale Puglia - 01 (Bari), sostenuto dalla coalizione di centro-destra, che come capolista di Fratelli d'Italia nel collegio plurinominale Puglia - 01; nell'uninominale ottiene il 29,48% dei voti e venendo sconfitto dal candidato del Movimento 5 Stelle (M5S) Gianmauro Dell'Olio (46,52%), senza essere eletto.
Alle elezioni amministrative del 2019 viene eletto per la sesta volta consigliere comunale di Bari per FdI con 1.139 preferenze, ricoprendo il ruolo di capogruppo del proprio partito.
Nel 2021 diventa vice-coordinatore regionale di Fratelli d'Italia in Puglia.
Alle elezioni politiche anticipate del 2022 viene ricandidato al Senato nel ridisegnato collegio uninominale Puglia - 03 (Bari), sostenuto dalla coalizione di centro-destra in quota Fratelli d'Italia, risultando questa volta eletto senatore con il 38,58% dei voti e superando i candidati del M5S Maria La Ghezza (28,31%) e del centro-sinistra, in quote Partito Democratico, l'ex M5S Michele Nitti (23,51%). Nella XIX legislatura è vicepresidente della 6ª Commissione Finanze e tesoro, oltreché membro della Commissione parlamentare per l'infanzia e l'adolescenza e della Commissione parlamentare antimafia.